# 乾豊彦
乾 豊彦（いぬい とよひこ、1907年（明治40年）1月28日 - 1993年（平成5年）9月20日）は、日本の実業家。乾家5代目当主、乾汽船社長、広野ゴルフ倶楽部理事長、関西ゴルフ連盟理事長、日本ゴルフ協会（JGA）名誉会長などを務めた。旧姓は高橋。

## 来歴
名古屋の旧家高橋家、高橋彦治郎（後に彦次郎に改名）の七男として生まれる。父彦治郎は、中京財界の大立者といわれた人物で、茶人、美術収集家でもあった。
幼少の頃から父の勧めで書道、能楽、茶道などを習う。愛知一中、名古屋高等商業学校を卒業。
三井物産時代、四代目乾新兵衛こと日本鉄線鋼索の経営者乾新治の一人娘の道子と結婚。乾家に入るが、義父の急死で、33歳で乾汽船の社長に就任し、乾倉庫などの事業を引き継ぎ「関西のうるさ型」と言われ活躍した。

### ゴルフとの関係
1947年（昭和22年）、戦時中に川崎重工業の戦時農場に徴用されていた広野ゴルフ場を豊彦を中心に7名の委員会を結成し、批判を受けながらもいち早くコース再建に着手した。
広野ゴルフ倶楽部、関西ゴルフ連盟理事長、日本ゴルフ協会名誉会長を務めるなど、戦後の日本ゴルフ界の発展、国際交流の牽引者だった。また、1982年（昭和57年）にJGAゴルフミュージアムを創設し、ゴルフ文化の啓発に尽力した。逝去の際には、日本ゴルフ協会・乾汽船合同葬が執り行われた。

## 家族
- 父：高橋彦次郎（名古屋株式取引所理事長・大正海運社長）
- 養父：乾新治（4代目乾新兵衛）
- 姉：てる（2代目諸戸清六の妻）
- 兄：彦二郎（元愛知県穀物卸共同組合会長。妻は2代目諸戸清六の姉ひさ）
- 兄：吉彦（元内外編物専務）
- 兄：彦蔵（元中部電力監査役）
- 妻：道子(乾新治の長女）
- 長女：圭子（岩佐凱実長男・海蔵の妻）
- 三男：浜根義和（尾道造船社長・浜根康夫の娘婿となり同社社長・会長）

## 著書
- 乾豊彦、河野一之、鈴木剛、東条猛猪、田嶋一雄、三宅重光『私の履歴書 経済人〈21〉』日本経済新聞社、1986年12月。ISBN 978-4532030933
  - 乾豊彦、河野一之、鈴木剛、東条猛猪、田嶋一雄、三宅重光『私の履歴書 経済人〈21〉』日本経済新聞社、2004年6月（復刻版）